# Région d'Oti
La région d'Oti est l'une des six nouvelles régions administratives du Ghana, créée en décembre 2018 à partir de la partie nord de la région de la Volta. Elle a été inaugurée le 14 mai 2019, avec Dambai comme capitale régionale.

## Géographie
Située dans le centre-nord du Ghana, la région d'Oti est bordée :
- au nord par la  région du Nord,
- au sud par la région de la Volta,
- à l'est par le Togo,
- à l'ouest par le lac Volta[2].

Elle couvre une superficie d'environ 18 741 km². Le climat est plus sec que dans les autres régions du sud du Ghana, avec une saison sèche de décembre à avril et une saison des pluies de mai à novembre. Les températures varient entre 14 °C la nuit et 40 °C le jour.

## Galerie

Vu de la région d'Oti en 2018
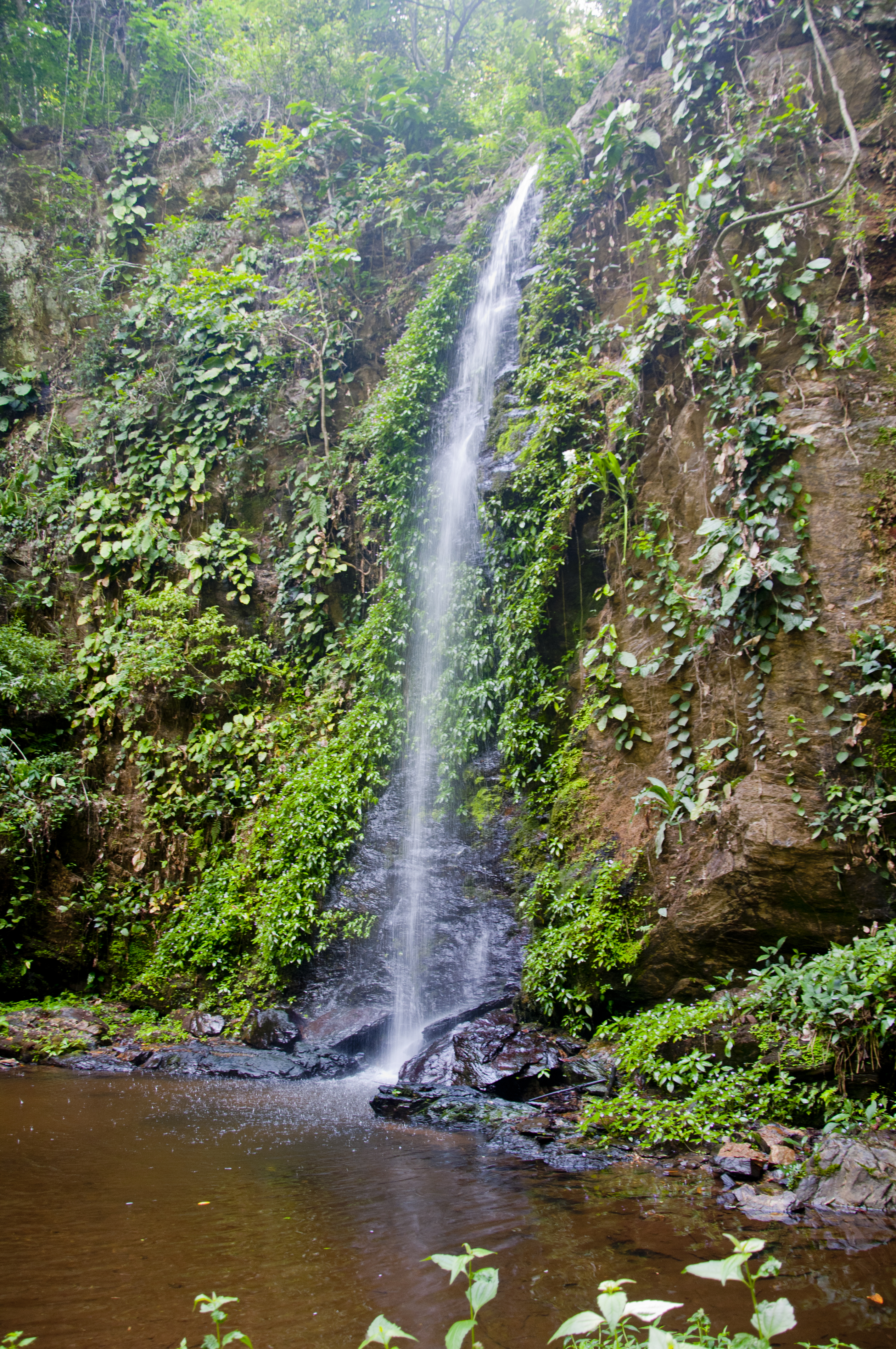
Visite de Kyabobo

## Divisions administratives
| N° | Nom de l'Assemblée | Type d'Assemblée | Capitale       |
| -- | ------------------ | ---------------- | -------------- |
| 1  | Biakoye            | District         | Nkonya Ahenkro |
| 2  | Guan               | District         | Likpe-Mate     |
| 3  | Jasikan            | Municipalité     | Jasikan        |
| 4  | Kadjebi            | District         | Kadjebi        |
| 5  | Krachi East        | Municipalité     | Dambai         |
| 6  | Krachi Nchumuru    | District         | Chinderi       |
| 7  | Krachi West        | Municipalité     | Kete Krachi    |
| 8  | Nkwanta North      | District         | Kpassa         |
| 9  | Nkwanta South      | Municipalité     | Nkwanta        |

## Démographie
La région d'Oti est habitée par diverses communautés ethniques, notamment les Guan (Krachi, Nchumuru, Buem, Nkonya), les Akan (Asante, Akyode), les Ewe, les Konkomba et d'autres groupes. Cette diversité se reflète dans les festivals colorés, les coutumes et les traditions locales. La population totale est d'environ 759 869 habitants selon le recensement de 2010.

## Économie
Les principales activités économiques de la région sont l'agriculture, la pêche, le commerce et l'élevage. L'agriculture emploie environ 60 % de la population active, avec des cultures comme le maïs, le riz, le cacao et les racines comestibles. Le lac Volta offre des opportunités pour la pêche et les activités nautiques,.

## Tourisme
La région d'Oti offre diverses attractions,,, naturelles et culturelles :
- Parc national de Kyabobo : Situé près de la frontière avec le Togo, ce parc est le troisième plus grand du Ghana, couvrant environ 360 km². Il abrite une variété d'espèces animales et végétales.
- Montagnes des Seins à Chilinga : Ces formations rocheuses pittoresques sont une caractéristique géologique unique de la région.
- Village suspendu de Shiare : Construit sur des falaises, ce village offre une vue imprenable et une architecture unique.

## Culture
La région est un carrefour de diverses communautés ethniques, reflétant une riche mosaïque culturelle. Les habitants parlent principalement le twi, l'ewe et d'autres langues locales. Les festivals traditionnels, tels que le "Gidifon" des Adele et le "Gyogyibele" des Akyode, sont célébrés avec enthousiasme et attirent des visiteurs de tout le pays.

## Infrastructures
La région dispose d'infrastructures en développement, notamment des routes reliant les principales villes et villages, des établissements d'enseignement et des centres de santé. Le gouvernement continue de mettre en œuvre des projets pour améliorer les conditions de vie et stimuler le développement économique.